# 布蘭德貝格科爾姆山

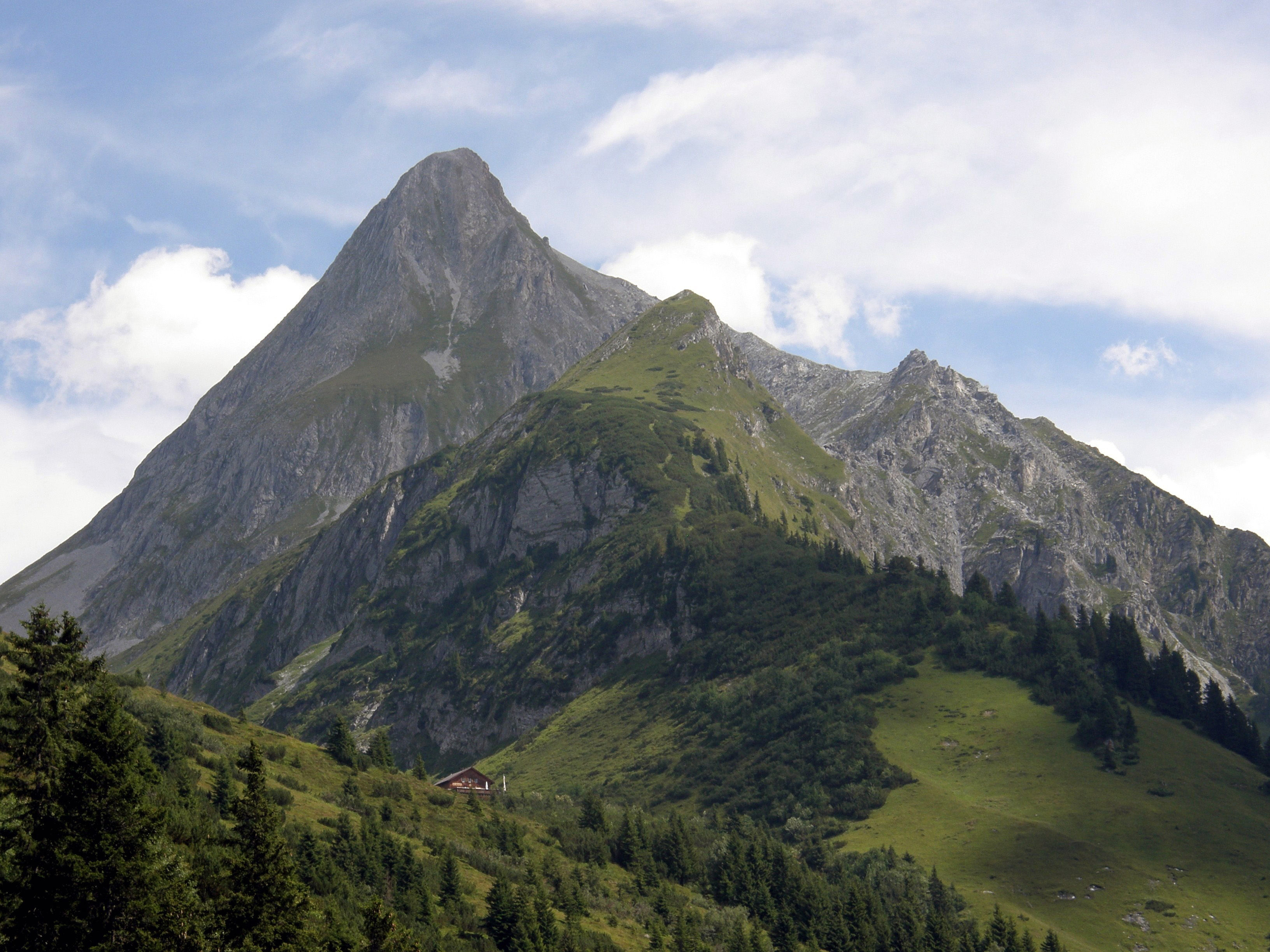

47°10′21″N 11°57′44″E / 47.17250°N 11.96222°E
布蘭德貝格科爾姆山（德語：Brandberger Kolm），是奧地利的山峰，位於該國西部，由蒂羅爾州負責管轄，屬於齊勒塔爾阿爾卑斯山脈的一部分，海拔高度2,700米，每年平均降雨量1,971毫米。